# Nomadic
Le SS Nomadic, parfois surnommé le « petit frère du Titanic », est un navire à vapeur de la White Star Line mis en service en 1911. C'est un transbordeur conçu pour embarquer les passagers des nouveaux paquebots de classe Olympic dans le port de Cherbourg inadapté à leur grande taille. Il fonctionne à cette époque en duo avec le Traffic : le Nomadic se charge de transporter les passagers de première et deuxième classe tandis que le second transporte les passagers de troisième et les bagages. En 1927, la White Star Line le revend à la société cherbourgeoise de transbordement qui l'utilise dans le même but et avec le même nom. En 1934, il est à nouveau vendu, cette fois à la société cherbourgeoise de remorquage et de sauvetage qui le renomme Ingénieur Minard.
Lors de la Seconde Guerre mondiale, le navire fuit en Grande-Bretagne où il est utilisé par la Royal Navy. Il est ensuite rendu au port de Cherbourg qui l'utilise notamment comme transbordeur pour le Queen Mary et pour le Queen Elizabeth. Retiré du service en 1968, il est revendu à un particulier. Après quelques croisières sur la Seine et l'Oise, cet acheteur est obligé d'amarrer ce bateau au « Port militaire » de Conflans-Sainte-Honorine, sur l'Oise. Il y reste quatre années puis est revendu pour être transformé aux chantiers de la Haute Seine deux années plus tard. Celui-ci le transforme en restaurant flottant à Paris, face à la Tour-Eiffel : le Shogun. Puis il sera utilisé pour héberger la direction financière des éditions Hatier jusqu’à la fin des années 1990. Vingt-cinq années plus tard, destiné à la casse, il est sauvé par l'action d'associations qui conduisent à son renvoi à Belfast pour y être restauré dans son état d'origine. La restauration du navire prend fin en mai 2013.
Le Nomadic est l'ultime bâtiment de l'épopée de la White Star Line.

## Histoire

### Conception et construction

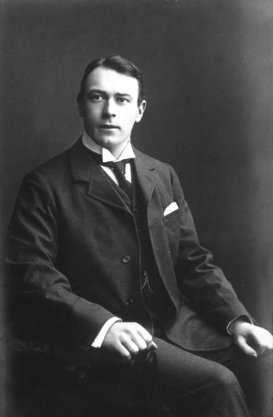
Thomas Andrews est le concepteur du Nomadic.

En 1907, Joseph Bruce Ismay et William James Pirrie, respectivement directeurs de la White Star Line et des chantiers Harland and Wolff, décident de la construction de trois navires géants qui formeront la classe Olympic : l’Olympic, le Titanic et le Gigantic (renommé Britannic durant sa construction). Les navires étant trop volumineux pour le port de Cherbourg, escale des transatlantiques de la compagnie, un transbordeur est nécessaire pour transférer les passagers et les bagages du quai de la gare maritime au navire. La White Star Line possède déjà le Gallic, construit en 1894 et acheté par la compagnie en 1907. Celui-ci est âgé et inadapté à des navires tels que ceux de la classe Olympic.
Le 25 juin 1910, Ismay et Pirrie rencontrent Thomas Andrews et Alexander Carlisle, les architectes des nouveaux navires. Les concepteurs en profitent pour proposer à la White Star Line la construction de deux nouveaux transbordeurs, le Nomadic et le Traffic. Le premier doit transporter les passagers des première et deuxième classes, le second se charger des passagers de troisième classe et des bagages,. La commande du Nomadic est faite sur le moment, celle du Traffic suit un mois plus tard.
Le Nomadic et son jumeau sont construits dans les chantiers Harland and Wolff de Belfast et doivent être prêts pour la mise en service de l’Olympic en juin 1911. Le Nomadic est lancé le 25 avril 1911. Il accompagne ensuite le paquebot lors de ses essais en mer et effectue sa tâche dans le port de Cherbourg dès la première traversée transatlantique du géant. En effet, le port français ne peut accueillir à quai les grands transatlantiques car son bassin n'est pas assez profond à cette époque.

### Au service de la White Star Line (1911 - 1927)

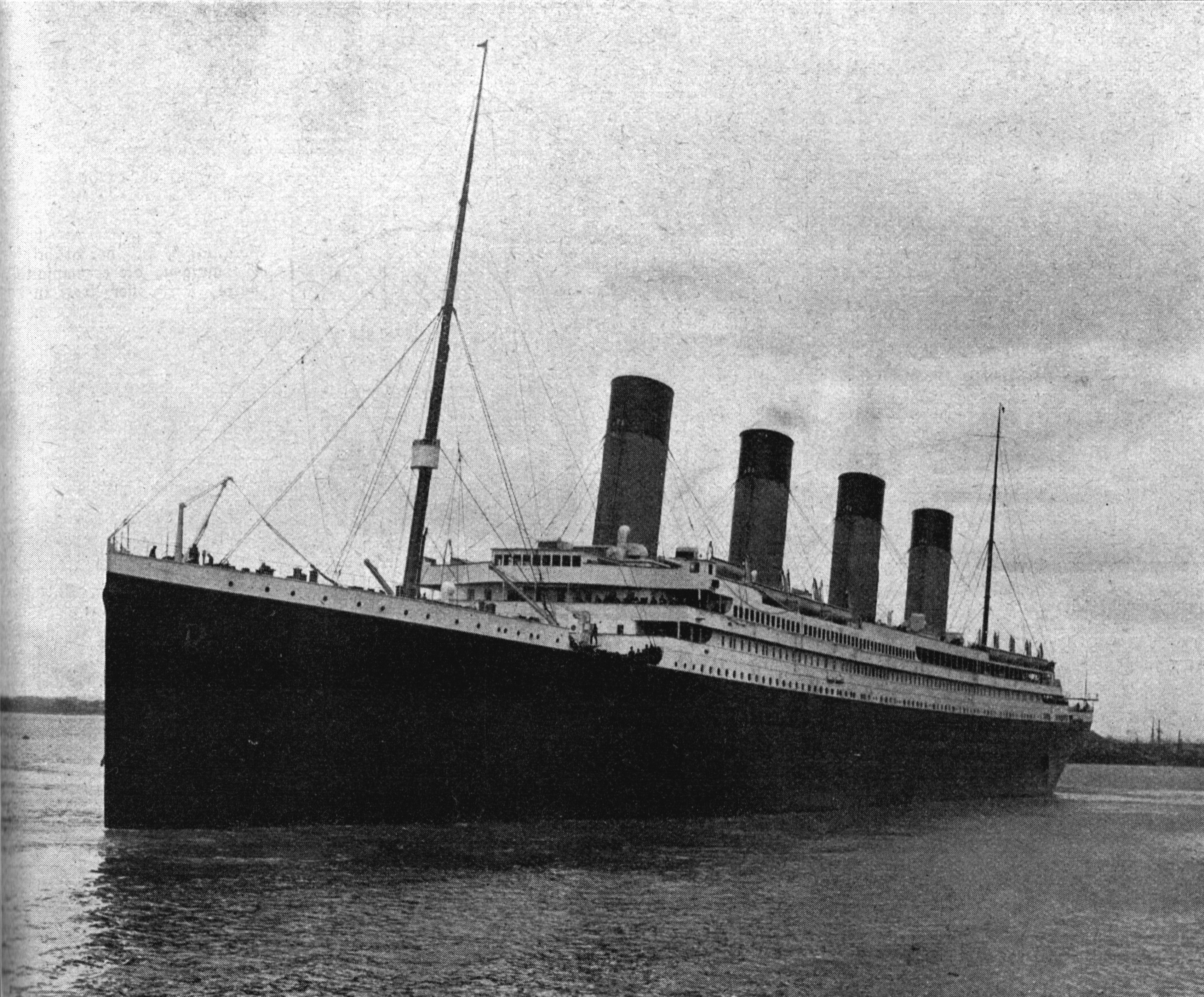
Le Nomadic a été construit pour embarquer les passagers à bord des nouveaux paquebots de la classe Olympic (ici, le Titanic quittant Southampton).

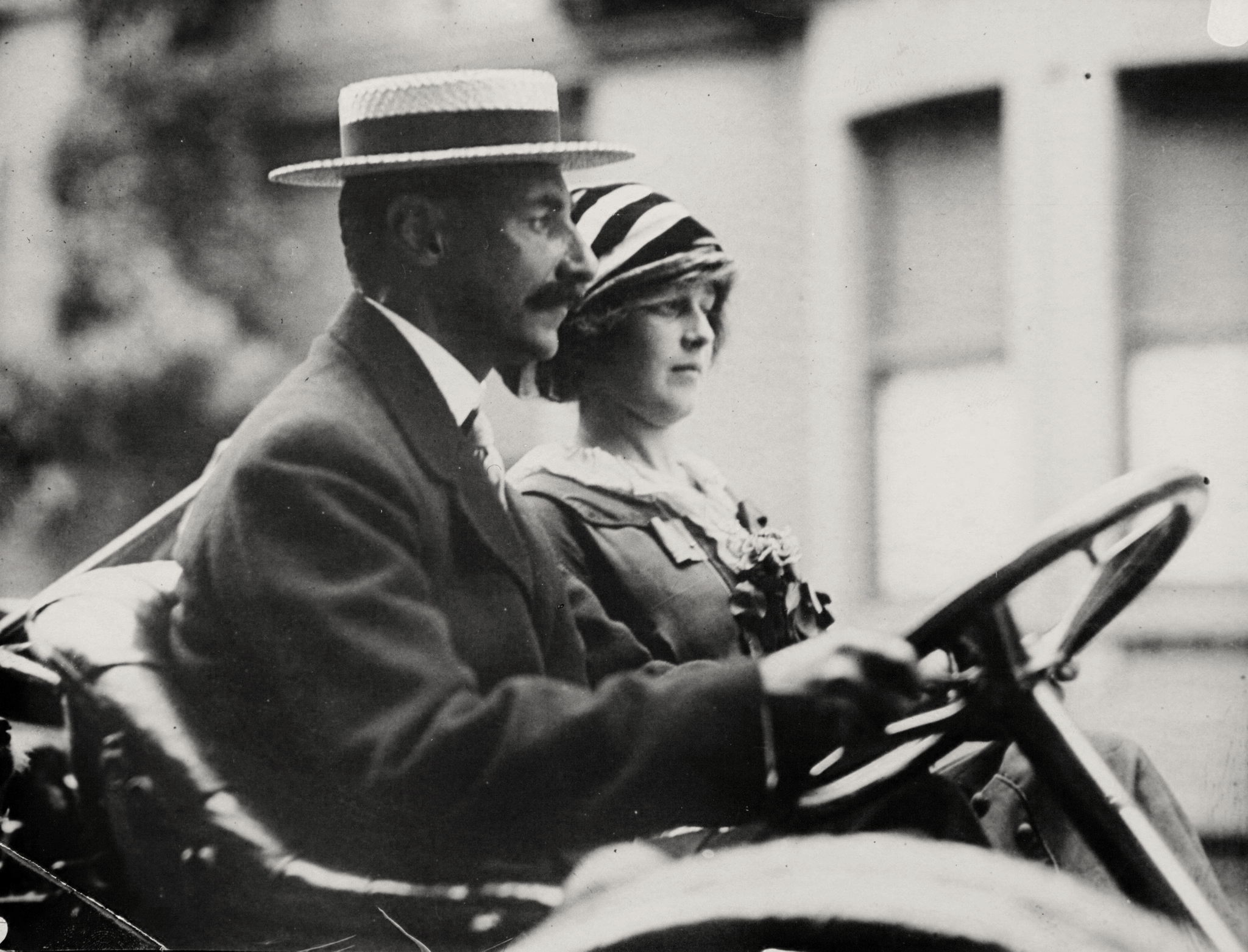
John Jacob Astor et son épouse Madeline font partie des célébrités transbordées à bord du Titanic par le Nomadic le 10 avril 1912.

Avec son jumeau le Traffic, le Nomadic est donc utilisé comme un transbordeur à Cherbourg. Il commence son service à l'occasion du voyage inaugural de l’Olympic, le 14 juin 1911, lors de l'escale du géant en France. Le luxueux intérieur du Nomadic est conçu pour transporter les passagers des première et deuxième classes, tandis que le Traffic est utilisé pour les passagers de troisième classe et pour les bagages,. Le premier service du transbordeur laisse cependant à désirer, le chargement et déchargement des passagers n'ayant alors pas trouvé de cadence appréciable. Le Nomadic se montre également malchanceux : le 13 novembre 1911, il heurte le Philadelphia de l'American Line, qu'il était en train de charger ; la collision endommage légèrement sa proue.
Le 10 avril 1912, le Titanic quitte Southampton pour son unique traversée. Il atteint Cherbourg vers 18 h 30. Les passagers embarquant depuis la France, parmi lesquels de célèbres milliardaires tels que John Jacob Astor et Benjamin Guggenheim ainsi que Margaret Brown, ont été priés d'embarquer dans les transbordeurs une heure auparavant,,,. Le transbordement se fait en à peine trois quarts d'heure : le Traffic passe en premier, puis vient le Nomadic. Il ramène au retour les quelques passagers qui ne font que la traversée de la Manche.
Malgré le naufrage du Titanic, la White Star Line maintient son service transatlantique et le Nomadic poursuit sa carrière. Pendant la Première Guerre mondiale, il est réquisitionné par la marine française et sert dans le port de Saint-Nazaire avec le Traffic, en tant que dragueur de mines auxiliaire sous les ordres des lieutenants de vaisseau du Réau de la Gaignonnière, Albert Levillain et François Menigoz,. Après la guerre, le Nomadic reprend son service cherbourgeois pour la White Star Line, transbordant des passagers à bord des paquebots affectés à la ligne Southampton - New York, l’Olympic, l’Homeric et le Majestic. En 1927, la White Star Line est vendue par l'International Mercantile Marine Co., sa compagnie mère, à Lord Kylsant, propriétaire britannique. Le Nomadic et le Traffic sont vendus à la société cherbourgeoise de transbordement, la compagnie ayant besoin de faire des économies. Le nom des navires reste cependant inchangé, de même que leur fonction. Le 29 novembre 1931, le Nomadic heurte le Minnewaska, navire qu'avait heurté le Traffic deux ans plus tôt.

### L'Ingénieur Minard(1934 - 1974)

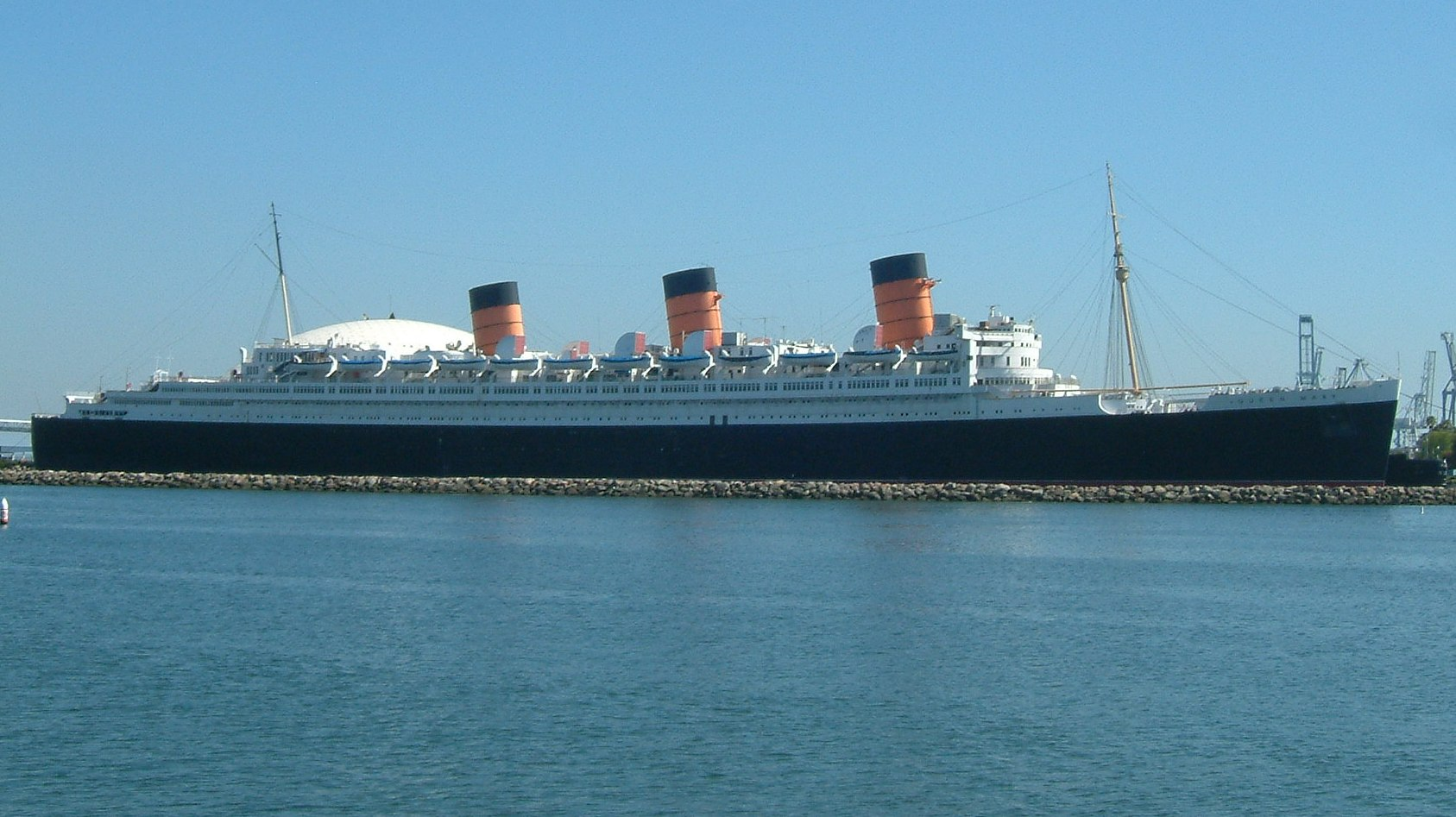
Le Queen Mary est l'un des derniers navires servis par l’Ingénieur Minard.

En 1934, le Nomadic est revendu à la société cherbourgeoise de remorquage et de sauvetage. Il est alors rebaptisé Ingénieur Minard, pour honorer le responsable de la mise en eaux profondes du port. Sa fonction ne change cependant pas jusqu'à la Seconde Guerre mondiale. L’Ingénieur Minard sert alors à évacuer des troupes de France jusqu'au Royaume-Uni en juin 1940,. Dès lors, il sert la Royal Navy comme navire d'entreposage (accomodation ship) à la base des chalutiers de Portsmouth (Portsmouth Trawler Base).
Après la guerre, il reprend ses fonctions dans le port de Cherbourg, servant les navires de la Cunard, les prestigieux Queen Mary et Queen Elizabeth. Les deux paquebots, à cause de la forte progression du trafic aérien, sont retirés du service en 1967 et 1968, signant de fait la fin de carrière de l’Ingénieur Minard après 57 ans de service,.
Le transbordeur est ainsi vendu à la compagnie de démolition Somairec, au Havre, la même année. Cette démolition n'a jamais lieu. Il est alors racheté par un particulier qui s'en sert quelques mois pour son plaisir personnel puis l'amarre à des bollards du « port militaire » sur l'Oise à Conflans-Sainte-Honorine, juste en aval du viaduc ferroviaire de la ligne Argenteuil — Mantes durant environ quatre années, sans aucun gardiennage. Laissé ainsi à l'abandon de 1969 à 1974, il est pillé par des cambrioleurs emportant de petits souvenirs.

### Du restaurant à l'inactivité forcée

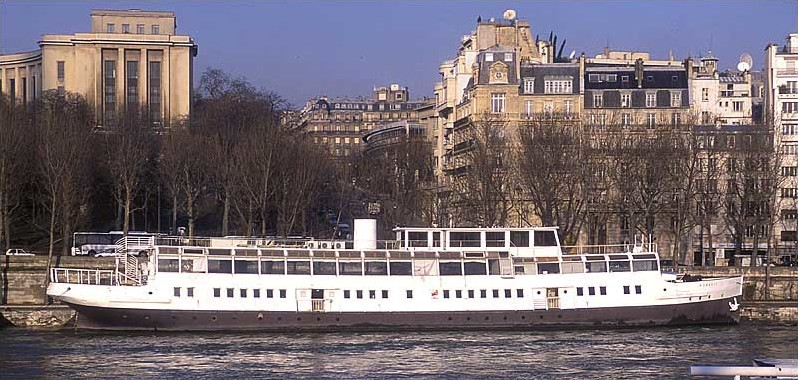
Le Nomadic est longtemps resté sur les bords de Seine, ici devant le palais de Chaillot.

En 1974, le navire est acheté par un particulier, Yvon Vincent, qui le transforme en restaurant sur la Seine et lui rend son nom d'origine. Le restaurant ouvre le 25 juin 1977, et connaît une longue carrière sous trois noms différents (le Shogun, Le Colonial et Le Transbordeur du « Titanic »). Il est également utilisé comme local de bureaux et comme salle de réceptions. Il est pendant près de dix années le siège de la direction financière du groupe de presse Hatier[réf. nécessaire].
22 ans plus tard, le restaurant est fermé : de nouveaux règlements exigeaient que les bateaux de la Seine soient inspectés périodiquement, et cela est impossible pour le Nomadic. En effet, ses superstructures l'empêchent de passer sous les ponts de Paris. Le Nomadic reste alors dans un état d'abandon sur les quais de Seine.
Alerté par l'Association française du Titanic, le ministère de la Culture en France le place en instance de classement aux monuments historiques pendant une année, le temps de trouver un repreneur. L'association médiatise l'affaire dans la presse, sur le web, sur les radios et télévisions françaises : le tout premier livre est publié Le S/S Nomadic, petit-frère du Titanic (de Fabrice Vanhoutte et Philippe Melia) et des projets sont alors annoncés dont un retour à Cherbourg et son intégration à la Cité de la Mer qui n'a pas lieu.
En 1999, il est décidé de faire examiner la coque du Nomadic en cale sèche avant une éventuelle réouverture au public. Le 17 septembre 2002, le port autonome de Paris commence les travaux de découpage des superstructures du Nomadic afin de lui permettre de passer sous les ponts. Le 1er avril 2003, le Nomadic quitte Paris pour Le Havre et y passe en cale sèche entre janvier et février 2004,.

### Le nouveau départ

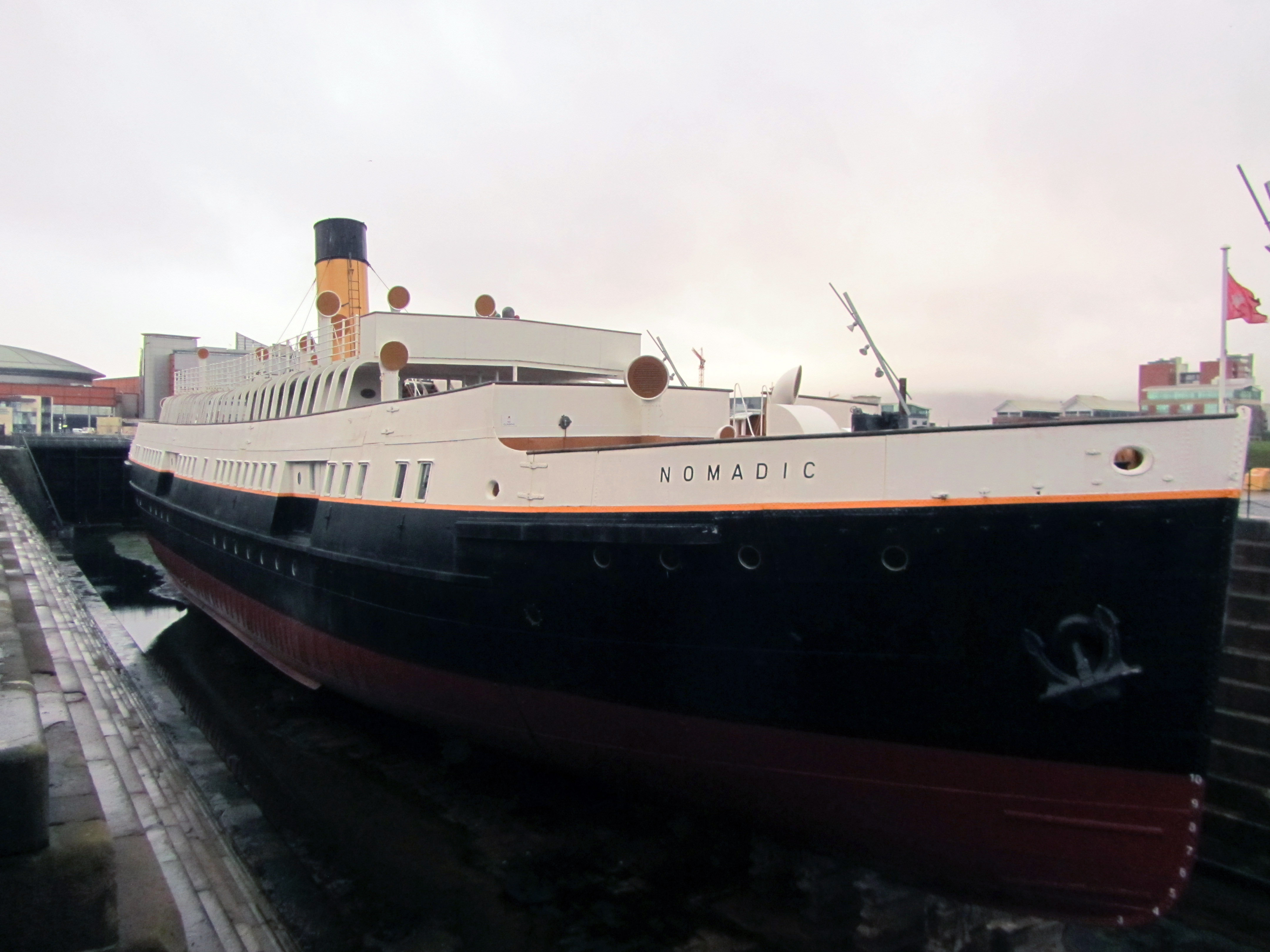
Le Nomadic en cale sèche à Belfast en 2016.

Le 26 janvier 2006, le Nomadic est acquis aux enchères par le Department of Social Development d'Irlande du Nord. Le navire a été acheté 171 320 £ (soit 250 001 €).

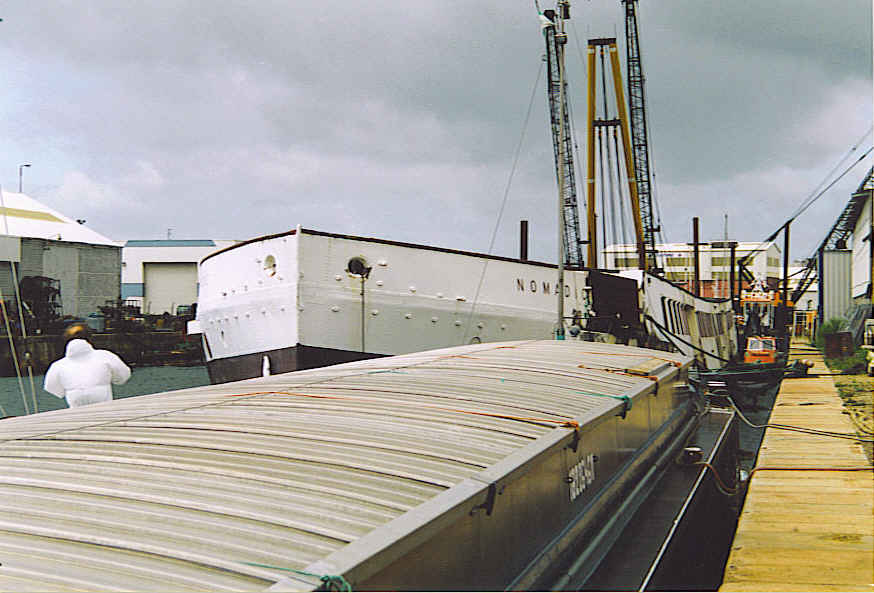
Le Nomadic dans le port du Havre.

 La municipalité de Belfast a estimé à 7 millions de £ (plus de 10 millions €) le coût de la restauration du Nomadic.

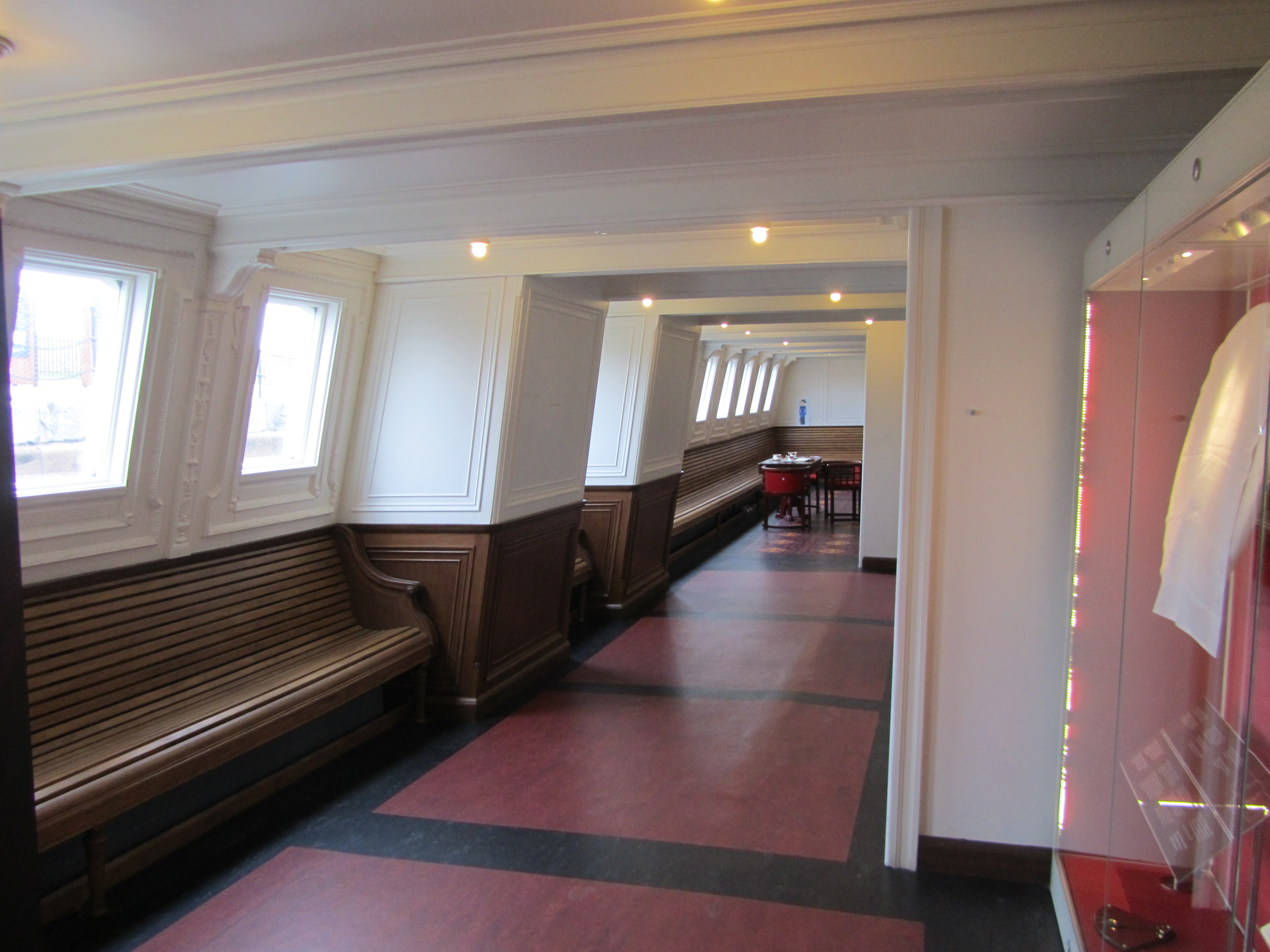
L'intérieur du Nomadic en 2016. Cette coursive se situe entre les espaces ouverts de première et deuxième classes.

Il est prévu que le Nomadic figure au British Historic Ship Register (Registre des navires historiques britanniques). Ceci permettra également l'octroi de subsides permettant sa restauration complète.
Le Nomadic a été chargé sur une barge immergeable le 9 juillet 2006 et a quitté Le Havre le 12 juillet 2006 à 7 h. Il arriva à Belfast le samedi 15 juillet 2006 vers midi.
Dès son arrivée, le navire est débarrassé de la multitude d'algues et de coquillages qui souillent sa coque. Ces travaux ont lieu sous une chaleur extrême et un ouvrier chargé du nettoyage succombe à une crise cardiaque.
Une célébration discrète, rendant également hommage à la victime, a lieu le 18 juillet 2006 en présence du ministre Hanson et d'une foule d'invités. Pour ce faire, le Nomadic — toujours placé sur sa barge — est montré au public au cœur de Belfast.
Le navire reste amarré au Queen's Quay durant deux jours. Plus de 8 000 visiteurs font le déplacement pour voir le dernier vestige de la White Star Line. Le Nomadic est ensuite transféré dans les installations de Harland and Wolff Technical Services afin d'être déchargé et placé en cale sèche pour inspection.
Il est aussi une attraction au parc Titanic Quarter à Belfast pour le centenaire du Titanic.
La restauration du Nomadic prend fin en mai 2013. Il ouvre de nouveau ses portes au public le 1er juin 2013.
En avril 2015, le Nomadic Charitable Trust transfère la propriété du navire à Titanic Belfast Ltd.